# Abd al-Ilah bin Sa'ud Al Sa'ud
ʿAbd al-Ilāh bin Saʿūd Āl Saʿūd (in arabo عبد الإله بن سعود بن عبد العزيز آل سعود‎?; Riyad, 1941 – 29 gennaio 2023) è stato un principe, politico e diplomatico saudita, membro della famiglia reale Āl Saʿūd.

## Biografia
Il principe Abd al-Ilah è nato a Riad nel 1941 ed era il sedicesimo figlio di re Sa'ud. Sua madre era Umm Mansur. Dal 1947 al 1952, ha studiato presso l'Istituto Modello della città natale dove ha imparato a leggere e scrivere, a memorizzare il Corano, a nuotare e a cavalcare. Dal 1952 al 1956, ha frequentato la scuola secondaria e, dal 1956 al 1959, ha studiato presso l'Università del Cairo. Nel 1963 è diventato secondo vicepresidente della biblioteca paterna. L'anno successivo è stato nominato ambasciatore in Svezia. Dal 1968 al 1970, è stato vicepresidente dell'Al-Hilal Club. Dal 1970 al 1973, è stato assistente ministro delle municipalità e degli affari rurali. Il suo ultimo incarico pubblico, ricoperto dal 1973 al 1998, è stato quello di direttore del ministero dell'interno nella provincia di al-Jawf.
Nel 1991 ha fondato un'impresa con sede a Gedda e capitale di 692 milioni di riyal sauditi (185 milioni di dollari circa), attiva nel settore petrolchimico, minerario e metallurgico.
Il principe è morto il 29 gennaio 2023 